# Mihály Kispéter
Mihály Kispéter (Seghedino, 9 ottobre 1919 – Tata, 19 gennaio 1966) è stato un calciatore ungherese, di ruolo difensore.

## Carriera

### Club
Ha sempre giocato nel campionato ungherese.

### Nazionale
Ha collezionato 10 presenze con la maglia della Nazionale.

## Palmarès

### Nazionale
- Coppa Internazionale: 1

Ungheria: 1953